# Nữ thị trưởng
Nữ thị trưởng (tiếng Hàn: 시티홀; Romaja: Siti Hol; lit. "City Hall") là một bộ phim truyền hình Hàn Quốc 2009 với sự tham gia của diễn viên Kim Sun-ah và Cha Seung-won. Phim chiếu trên SBS từ 29 tháng 4 đến 2 tháng 7 năm 2009 
vào mỗi thứ 4 & 5 lúc 21:55 gồm 20 tập.
Tại Việt Nam, phim từng được TVM Corp. mua bản quyền và phát sóng trên kênh HTV3 và THTG.

## Phân vai

### Nhân vật chính
- Kim Sun-ah vai Shin Mi-rae
- Cha Seung-won vai Jo Gook
- Chu Sang-mi vai Min Joo-hwa
- Lee Hyung-chul vai Lee Jung-do
- Yoon Se-ah vai Go Go-hae

### Nhân vật phụ
- Lee Joon-hyuk vai Ha Soo-in
- Jung Soo-young vai Jung Boo-mi
- Park Joo-ah vai Yoo Kwon-ja
- Choi Il-hwa vai BB
- Cha Hwa-yeon vai Jo Yong-hee, mẹ Jo Gook
- Kim Jin-sang vai Jo Rang
- Choi Sang-hoon vai So Yoo-han
- Yeom Dong-hwan vai Mayor Go Boo-shil
- Park Tae-kyung vai Boo Jeong-han
- Kwon Da-hyun vai Bong Sun-hwa
- Kang Joo-hyung vai Mang Hae-ra
- Yang Jae-sung vai Kang Tae-gong
- Kim Dong-gun vai Park Ah-cheom
- Shin Jung-geun vai Director Ji
- Choi Dae-sung vai "Eraser"
- Kim Ah-rang vai "Run Honey"
- Kim Neul-mae vai "Rooftop Cat"
- Moon Hee-soo vai "Jessica Alba"
- Chae Geon vai Jo Gook khi trẻ
- Yoon Chae-rin vai Shin Mi-rae khi trẻ
- Kim Gun vai Yan

## Ratings
| Ngày       | Tập        | Toàn quốc | Seoul    |
| ---------- | ---------- | --------- | -------- |
| 29-4-2009  | 1          | 13.9 (7)  | 14.9 (8) |
| 30-4-2009  | 2          | 14.6 (5)  | 16.0 (3) |
| 6-5-2009   | 3          | 15.3 (5)  | 16.3 (3) |
| 7-5-2009   | 4          | 16.7 (2)  | 17.8 (2) |
| 13-5-2009  | 5          | 14.6 (5)  | 15.4 (3) |
| 14-5-2009  | 6          | 16.4 (3)  | 17.2 (3) |
| 20-5-2009  | 7          | 15.3 (4)  | 16.6 (3) |
| 21-5-2009  | 8          | 17.8 (3)  | 18.3 (3) |
| 27-5-2009  | 9          | 15.5 (4)  | 15.8 (3) |
| 28-5-2009  | 10         | 16.9 (2)  | 17.8 (2) |
| 3-6-2009   | 11         | 16.7 (3)  | 17.4 (2) |
| 4-6-2009   | 12         | 16.8 (4)  | 17.6 (3) |
| 10-6-2009  | 13         | 17.0 (4)  | 17.1 (3) |
| 11-6-2009  | 14         | 14.1 (3)  | 14.6 (2) |
| 17-6-2009  | 15         | 16.7 (3)  | 17.8 (3) |
| 18-6-2009  | 16         | 17.4 (2)  | 18.9 (2) |
| 24-6-2009  | 17         | 18.0 (3)  | 19.4 (2) |
| 25-6-2009  | 18         | 18.3 (2)  | 20.0 (2) |
| 1-7-2009   | 19         | 17.6 (2)  | 18.8 (2) |
| 2-7-2009   | 20         | 19.6 (2)  | 20.8 (2) |
| Trung bình | Trung bình | 16.5%     | 17.4%    |

## Soundtrack
1. 다 잘 될 거야 	- Noh Young-shim
2. 그래 나를 믿자 (Okay, I'll Believe in Myself) - 	Jung-in feat. Bizzy
3. 불안한 사랑 (Uncertain Love) - Horan of Clazziquai
4. 미래's 왈츠 (Mi-rae's Waltz) - Noh Young-shim
5. 웃어봐 (Smile) - Chae Dong-ha of SG Wannabe
6. Bright Funk - Noh Young-shim
7. 이사랑 부제; 이사랑 버리자 (This Love) - Position
8. 저무는 길 - Kim Jung-bae, Han Seol-hee
9. 희망찬 미래 - Noh Young-shim
10. Tension - Noh Young-shim
11. 정치적 In 멜로디 - Noh Young-shim
12. One Dream - Seo Moon-tak
13. 그럴 순 없어 - Noh Young-shim
14. 회기 불능 - Noh Young-shim
15. 다시 돌아갈 수 있을까 - Noh Young-shim
16. 저무는 길 Piano Ver. - Noh Young-shim
17. 캐슬 허슬 - Noh Young-shim
18. 종친다 	- Noh Young-shim
19. 그래 나를 믿자 Shuffle Ver. - Noh Young-shim
20. Memory - Noh Young-shim
21. 사랑하고 사랑합니다 (Bonus Track) - Park Sang-woo of Bohemian

## Giải thưởng
2009 SBS Drama Awards
- Excellence Award, Actor in a Drama Special: Cha Seung-won
- Excellence Award, Actress in a Drama Special: Kim Sun-ah
- Top 10 Stars: Cha Seung-won, Kim Sun-ah